# Ministerio de Turismo (Ecuador)
El Ministerio de Turismo de Ecuador es la cartera de Estado encargada del turismo del Ecuador. Como ente rector, lidera la actividad turística en el Ecuador, desarrolla sostenible, consciente y competitivamente el sector, ejerciendo sus roles de regulación, planificación, gestión, promoción, difusión y control.[cita requerida]

## Historia
Fue creado el 10 de agosto de 1992 por el presidente Sixto Durán-Ballén con el nombre de "Ministerio de Información y Turismo", nombrando a Pedro Zambrano Izaguirre como primer ministro de la cartera.